# Grünstadt
Grünstadt est une ville de l'arrondissement de Bad Dürkheim dans le Land de Rhénanie-Palatinat (Rheinland-Pfalz en allemand), en Allemagne. La ville de Grünstadt est considérée comme le centre géographique du Leininger Land.

## Géographie
Grünstadt est le centre historique du Leininger Land. Grünstadt se situe au nord-est du Pfälzerwald. Grünstadt appartient à la Unterhaardt, un paysage à caractère subméditerranéen. Une partie du Grünstadter Berg fait partie de la commune de Grünstadt.

## Histoire
| Appartenances historiques Comté de Linange 1300-1467 Comté de Linange-Westerbourg 1467-1481 Palatinat du Rhin 1481-1505 Comté de Linange-Westerbourg 1467-1547 Comté de Linange-Linange 1547-1705 Comté de Linange-Schaumbourg 1705-1797 République cisrhénane (Mont-Tonnerre) 1797-1802 République française (Mont-Tonnerre) 1802-1804 Empire français (Mont-Tonnerre) 1804-1815 Royaume de Bavière 1816-1918 République de Weimar 1918-1933 Reich allemand 1933-1945 Allemagne occupée 1945-1949 Allemagne 1949-présent |

Le lycée de Linange qui se situe à Grünstadt est un de plus anciens lycées d’Allemagne (création en 1729). Grünstadt était le chef-lieu du canton de Spire dans l'ancien département français du Mont-Tonnerre.

### Histoire de la communauté juive de Grünstadt
Grünstadt hébergeait jusqu'en 1933 l'une des plus importantes communautés juives de la région. En 1827, la population juive de Grünstadt atteignait plus de 10 % de la population de Grünstadt. Après les persécutions nazies, cette communauté a cessé d'exister.

## Transports
Grünstadt reste à ce jour un important nœud ferroviaire. Autrefois, il comptait sept lignes de chemin de fer ; il en subsiste six, dont une hors service.

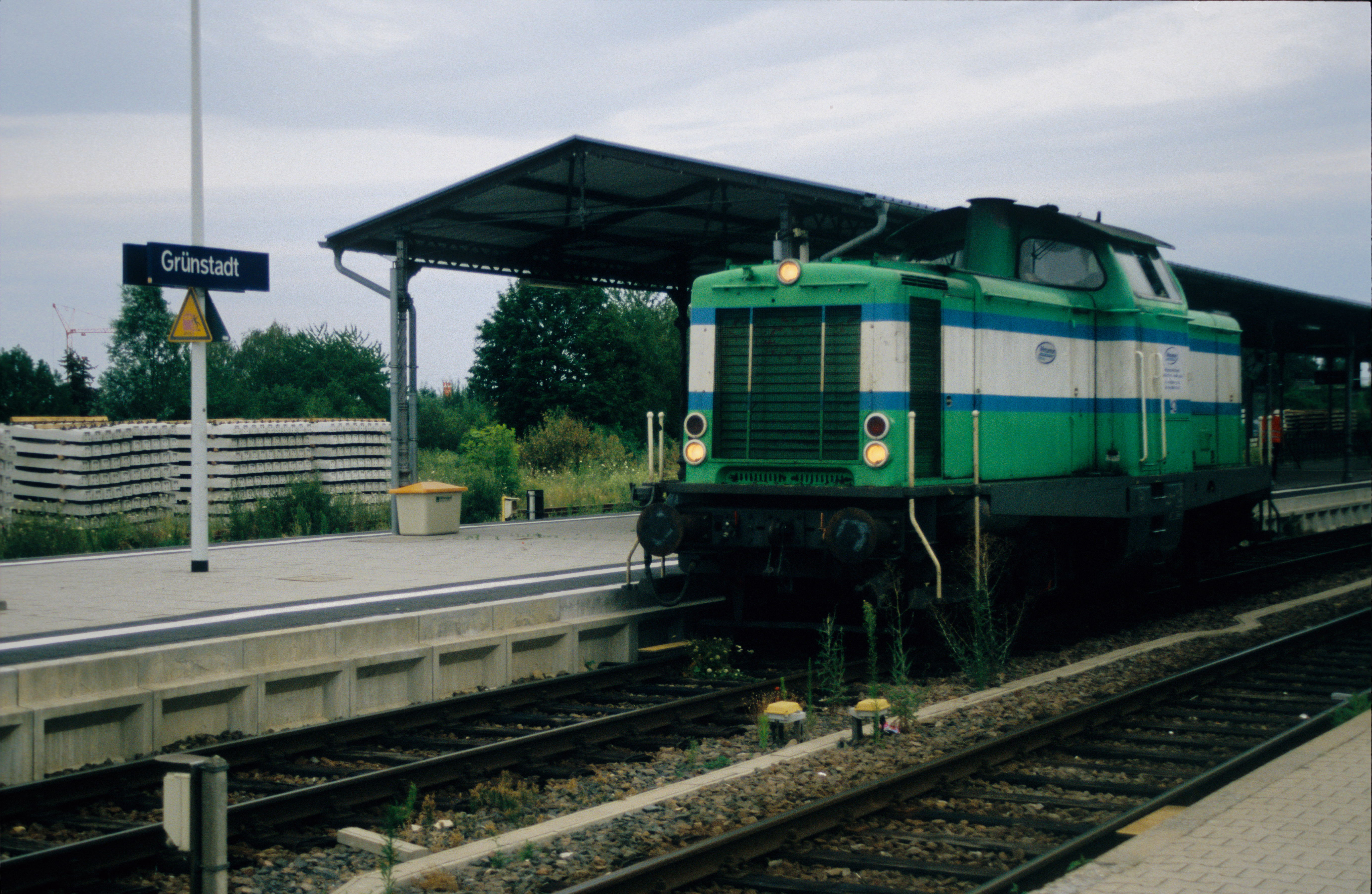
Locomotive 42 de Wincanton Rail dans la gare de Grünstadt (Grünstadter Bahnhof) en juillet 2007.

### Les lignes historiques et actuelles de chemins de fer der Grünstadt
- la Pfälzische Nordbahn
- la Eistalbahn

## Personnalités liées à la commune
- André Honesta Pierre Van Recum (1765-1828), député du Corps législatif de l'an XIV à 1814, député du Rhin-et-Moselle.
- Edgar Quinet (1803-1875), homme politique français, épousa en 1834 l'allemande Minna Moré, originaire de Grünstadt.
- Friedrich Christian Laukhard (de) auteur du XVIIIe siècle.
- Jakob Binder Homme politique de la SPD.
- Axel Bronstert (de), professeur de géographie et de géoécologie à l'Université de Potsdam, a été scolarisé à Grünstadt.
- Christophe Neff, géographe
- Norbert Schindler, homme politique de la CDU

## À découvrir
- Deutsche Weinstraße
- Leininger Oberhof

## Ville jumelée
- Carrières-sur-Seine (France) depuis 1973